# Imperator Aleksandr III (nave da battaglia 1901)
La Imperator Aleksandr III (in russo Император Александр III?) fu una nave da battaglia della Voenno Morskoj Flot Rossijskoj Imperii, appartenente alla classe Borodino e prima di tale classe ad essere completata. Fu la prima nave a portare il nome dello zar Alessandro III.

## Caratteristiche tecniche
Le navi della classe Borodino sono state definite da alcuni ingegneri navali tra le peggiori navi da battaglia mai costruite. Il progetto era basato sulla nave da battaglia Cesarevič, di costruzione francese, e presentava la caratteristica campanatura della scafo. Tale soluzione tecnica portava il baricentro della nave molto in alto, peggiorando stabilità e manovrabilità, il tutto era accentuato dal carico eccessivo.

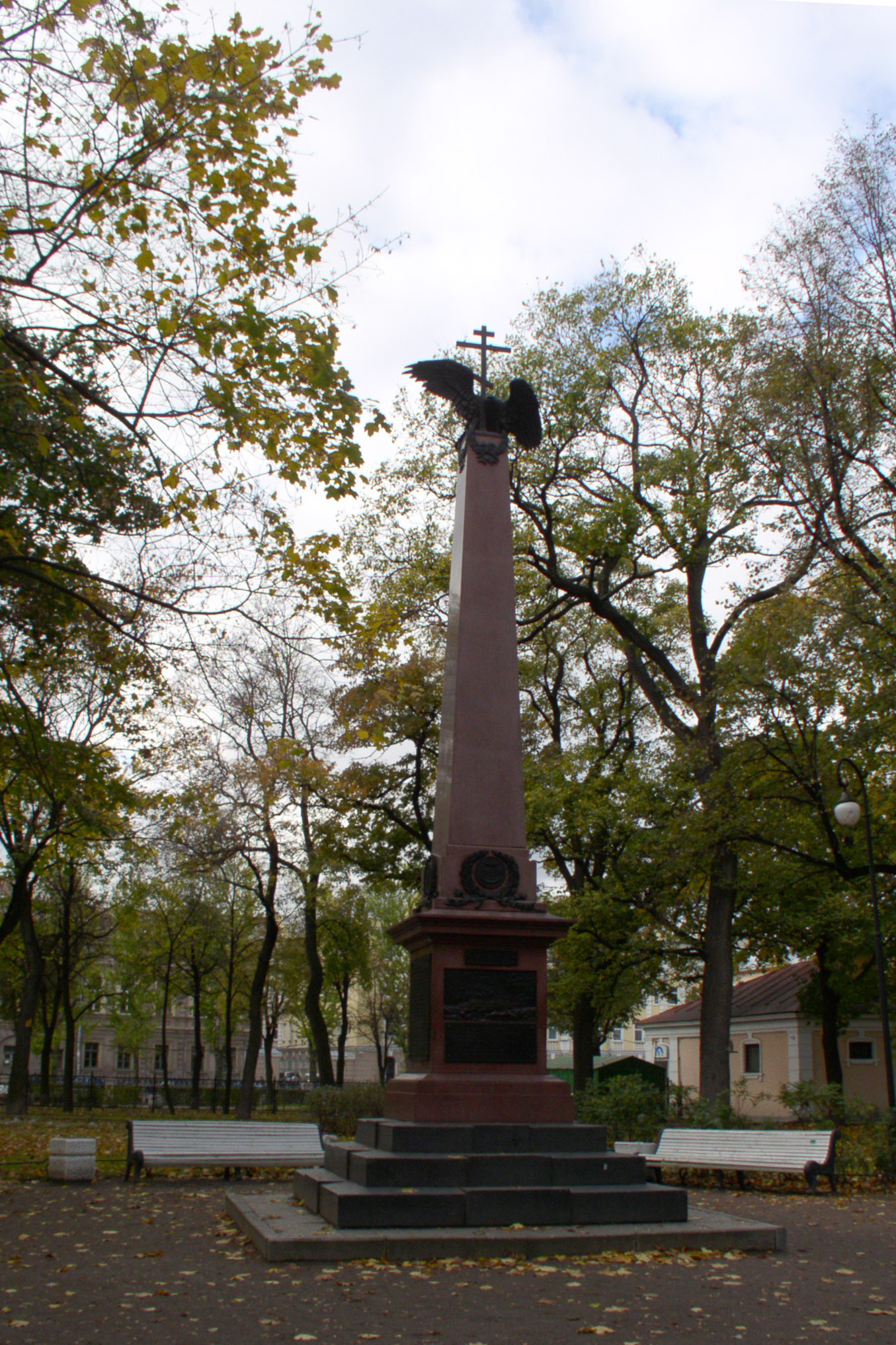
Obelisco eretto alla memoria dell'equipaggio della Imperator Alexandr III

## Storia
La Imperator Alexandr III faceva parte del Secondo Squadrone del Pacifico, partito dal Mar Baltico come una forza di soccorso alla flotta di stanza a Port Arthur e che si scontrò con la Marina imperiale giapponese nella battaglia di Tsushima, il 27 maggio 1905. Quando la Knâz Suvorov, nave ammiraglia ed in quel momento alla testa della linea di battaglia russa, venne messa temporaneamente fuori combattimento, la Imperator Aleksandr III virò a babordo resistendo al fuoco concentrato proveniente dalle navi giapponesi, in quel momento a circa 2.700 m dalla nave russa. Tale manovra fu un tentativo di emulare la Retvizan, che durante la battaglia del Mar Giallo aveva effettuato una manovra simile nel tentativo di salvare la Cesarevič. Procedendo in direzione sud-est, rimase alla guida della linea di battaglia fino a quando fu costretta a fermarsi per effettuare alcune riparazioni di emergenza e spegnere gli incendi causati dai colpi ricevuti. Alle 18:00 gli incendi erano tutti estinti e la Imperator Alexandr III si stava ricongiungendo ai combattimenti, quando fu colpita da circa 6.400 m. La nave russa stava già imbarcando acqua dopo il primo attacco, quando i nuovi colpi ricevuti resero tale allagamento incontrollabile. Alla fine, la Imperator Aleksandr III si capovolse ed affondò senza lasciare superstiti.

## Monumento alla memoria
Un obelisco di granito è posto nei Giardini Nicola di San Pietroburgo, a memoria degli uomini che persero la vita nell'affondamento della Imperator Aleksandr III. L'obelisco fu progettato da Artem Ober e Yakov Filote.